# Santiago Bonilla
Santiago Bonilla   (Heredia, 1 de març de 1910 - San José, 1 de gener de 1993) fou un futbolista costa-riqueny de la dècada de 1930.
Fou internacional amb la selecció de Costa Rica.
Pel que fa a clubs, destacà a Club Sport Herediano. També jugà a Hispano de Nova York i a diversos clubs mexicans.
També fou entrenador a clubs com Club Sport Herediano, Club Sport Uruguay de Coronado, Orión FC, Club Sport Cartaginés, Club de Futbol Universidad de Costa Rica i Limón Fútbol Club a Costa Rica, així com al Club Deportivo Marte de Mèxic.